# غریبه‌ها در شهر (فیلم ۱۹۹۹)
غریبه‌ها در شهر (به انگلیسی: The Out-of-Towners) فیلمی محصول سال ۱۹۹۹ و به کارگردانی سام ویسمن است. در این فیلم بازیگرانی همچون استیو مارتین، گلدی هان، مارک مک‌کینی، جان کلیز و الیور هادسون ایفای نقش کرده‌اند. این فیلم بازسازی فیلمی با همین نام نوشته نیل سایمون و کارگردانی آرتور هیلر و بازی جک لمون و سندی دنیس است.